# Sassa Narimasa
Sassa Narimasa (佐々 成政?   1539?-1588) fue un daimyō del período Sengoku en la historia de Japón.

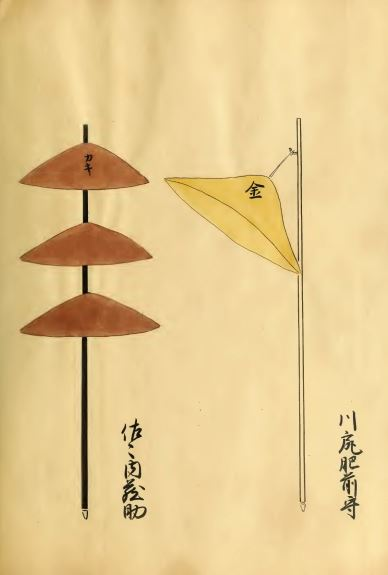
Hata-jirushi de Sassa Narimassa (á la izquierda)

Hijo de Sassa Morimasa y hermano menor de Magosuke, sirvió a Oda Nobunaga. Estuvo presente durante las batallas de Anegawa y Nagashino, por lo que recibió el feudo de Fuchu, en Etchū, valuado en 100.000 kokus.
A la muerte de Nobunaga apoyó al hijo de Nobunaga, Nobuo en contra de Toyotomi Hideyoshi, pero fue vencido por Maeda Toshiie, por lo que se rindió. Fue perdonado y enviado al feudo de Higo en 1587, pero después de fallar en terminar con una revuelta en su provincia se le ordenó que cometiera seppuku en 1588.